# Елена Баръмова
Елена Баръмова е българска оперна певица, сопрано – солистка в Държавна опера Стара Загора.

## Биография
Завършва оперно пеене в Музикалната академия „Панчо Владигеров“ в София в класа на Констанца Вачкова. През 2001/2002 г. специализира в майсторския клас на Гена Димитрова. През 2003 г. специализира курс Белканто с Гена Димитрова. Продължава обучението си в Римската академия за млади оперни певци „Борис Христов“ в Рим, при Мирела Паруто.
В детството си (от първи до седми клас) е пяла в детския хор „Дружна песен“ в гр. Сливен с диригент акад. Методий Григоров, а по- късно в хора на операта в гр.Сливен.

## Репертоар
- Принцеса Турандот – „Турандот“
- Мини – „Момичето от златния Запад“
- Чо-Чо-Сан – „Мадам Бътерфлай“
- Флория Тоска – „Тоска“
- Сантуца – „Селска чест“
- Аида – „Аида“
- Елизабет – „Дон Карлос“
- Амелия – „Бал с маски“
- Леонора – „Трубадур“
- Лейди Макбет – „Макбет“
- Елвира – „Ернани“
- Абигаил – „Набуко“
- Норма – „Норма“
- Фиордилиджи – „Така правят всички“
- Дона Елвира – „[[Дон Жуан]]“

## Награди
- Диплом от международния конкурс „Julian Gaiare“ в Памплона, Испания, с продуцент Хосе Карерас.
- Лауреат на конкурса „Христо Бръмбаров“.
- Първа награда за най-добро изпълнение на унгарска и българска песен в Унгарския културен институт в София.
- През ноември 2006 г. Елена Баръмова взема втора награда и специалната награда на оркестъра на Международния оперен конкурс „Rijeka Belcanto 2006“. Критиката пише за българската певица: Сопраното Елена Баръмова се представи с ария на Абигаил от „Набуко“ на Верди, като предложи една интензивна и изразителна интерпретация. Надарена с великолепен и мощен глас с драматичен тембър, Баръмова демонстрира голям гласов потенциал и голяма концентрация.

- В ролята на пленената етиопска принцеса Аида – „Аида“ – Варшавска опера
- В ролята на Турандот – „Турандот“ – ОФД Русе
- В ролята на Лейди Макбет – „Макбет“ – Софийска опера